# Otto Addo
Otto Addo (Hamburg, 9 juni 1975) is een voormalig Ghanees voetballer (middenvelder). Sinds februari 2022 is hij interim-bondscoach bij het Ghanees voetbalelftal. Gedurende zijn carrière speelde hij onder andere voor Hannover 96 en Borussia Dortmund. Met Borussia Dortmund werd hij landskampioen in 2002.
Addo speelde 15 interlands voor de Ghanese nationale ploeg, daarin kon hij twee doelpunten scoren. Hij maakte zijn debuut op 28 februari 1999 tegen Eritrea (5-0 winst).
Het Ghanees voetbalelftal wist zich met Addo als interim-bondscoach eind maart 2022 te plaatsen voor het WK 2022 in Qatar.